# Maizey
Maizey is een gemeente in het Franse departement Meuse (regio Grand Est) en telt 175 inwoners (1999). De plaats maakt deel uit van het arrondissement Commercy.

## Geografie
De oppervlakte van Maizey bedraagt 14,9 km², de bevolkingsdichtheid is 11,7 inwoners per km².
De onderstaande kaart toont de ligging van Maizey met de belangrijkste infrastructuur en aangrenzende gemeenten.

## Demografie
Onderstaande figuur toont het verloop van het inwonertal (bron: INSEE-tellingen).